# Ahmad Paixà
Ahmad Paixà (mort el 1747) fou governador otomà de Bagdad. Era fill de Hasan Paixà que també havia ocupat el mateix càrrec.
El 1715 fou nomenat governador de Xahrizur i Kirkuk, i el 1721 de Bàssora. Al començament del 1724 va morir el seu pare i llavors fou nomenat al seu lloc com a governador de Bagdad i encarregat de continuar la campanya ja iniciada contra els perses.
El 1724 es va signar un tractat entre l'Imperi Otomà i l'Imperi Rus estipulant un repartiment de Pèrsia: Pere el Gran es quedava amb Derbent, Bakú i Gilan, i Ahmet III amb Geòrgia, Erevan, Xirvan i Azerbaidjan i el territori persa a l'oest de la línia Ardebil-Hamadan. Ahmet III va ordenar a Ahmad Paixà de Bàssora ocupar aquesta zona la primavera del 1724, i va conquerir Hamadan i altres llocs amb facilitat.
L'abril del 1725 l'afgà (ghilzay) Ashraf va agafar el títol de xa i va exigir la retirada otomana. La Porta va refusar (novembre del 1726). Ashraf va atacar i inicialment va derrotar les forces d'Ahmad Paixà prop d'Esfahan, el qual dirigia l'exèrcit turc a Pèrsia, però el 1727 Ashraf es va veure forçat a signar la pau i va haver de reconèixer la sobirania otomana sobre els territoris ocupats que incloïen Kermansah, Hamadan, Tabriz, Rawan, Nakhitxevan i Tblisi. Fou llavors quan es va produir una revolta dels àrabs a Bàssora que fou reprimida (1727-1728). El 1730 el safàvida Tahmasp, que tenia per general a Nadir Xah, va recuperar els territoris conquerits. El 1731 Ahmad va iniciar una nova campanya en què va conquerir Kirmanxah i Ardalan, i el 1732 va vèncer en la batalla de Kuridjan i va entrar a Hamadan. Pel tractat de pau de 1732 una part d'aquestos territoris foren conservats per Turquia i la resta van retornar a Pèrsia.
El 1733 Nadir Xah va rebutjar al tractat (i va utilitzar la seva signatura com a pretext per empresonar a Tahmasp) i va atacar Bagdad però les seves forces foren rebutjades. Llavors Ahmad va rebre el càrrec de governador de Bàssora que va unir al de governador de Bagdad (els dos governs van quedar definitivament units el 1750), però el 1734 fou nomenat governador d'Alep, i després governador de Rakka el 1735 fins que a la mort del general Kopruluzade Abd Allah Paixà a Baghaward el mateix 1735, Ahmad fou cridat altre cop per dirigir l'exèrcit oriental sense deixar el govern de Rakka i va aconseguir un armistici de Nadir Xah. El 1737 va ser nomenat altre cop governador de Bagdad càrrec que va ocupar dotze anys.
El 1743 una nova guerra contra Pèrsia es va iniciar i fou nomenat un dels tres saraskars o comandants en cap encarregats de les operacions; Nadir Xah només acceptava negociar amb Ahmad Paixà i va rebre de la Porta (govern) plens poders. Nadir va poder fer el viatge als llocs sants deixant a les seves forces, i després a la tornada les va retirar.
Després de la pau amb Nadir va haver de dirigir una expedició contra el cap kurd baban, Salim. Va morir al 18 d'agost del 1747 quan tornava de l'expedició contra Salim, just 60 dies després de la mort de Nadir Xah.
Ahmed va reduir el poder dels geníssers deportant algun dels seus regiments a Mosul. Aquesta política va agradar a les classes mitjanes i altes, que el van encoratjar a prendre una postura més autònoma respecte a l'Imperi Otomà i va reduir a la meitat el pagament de tributs a Istanbul, i va fer que els nomenaments importants es fessin des de Bagdad. Va incrementar el nombre de mamelucs georgians i els va lligar amb les seves famílies per enllaços matrimonials.
El va succeir el seu gendre mameluc Solimà Abu Layla, casat amb la seva filla Adila Khatun.